# Sklené (kraj Wysoczyna)
Sklené – miejscowość i gmina (obec) w Czechach, w kraju Wysoczyna, w powiecie Zdziar nad Sazawą. W 2022 roku liczyła 109 mieszkańców.